# Randy Newman
Randall Stuart (Randy) Newman (Los Angeles (Californië), 28 november 1943) is een Amerikaanse componist en zanger. Hij bracht sinds 1968 elf studioalbums uit. Hij schreef ook diverse soundtracks voor films.

## Levensloop

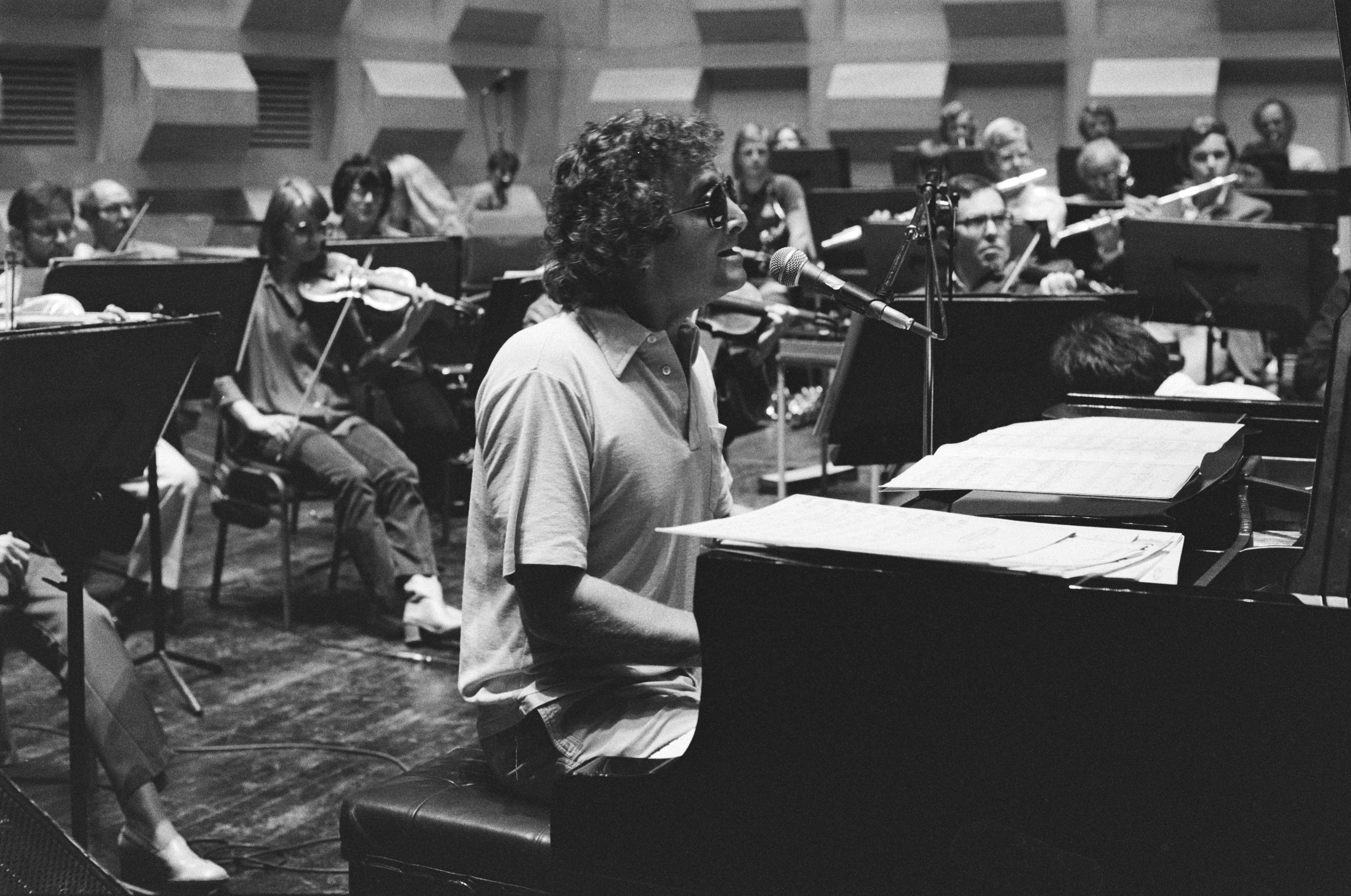
Newman in Rotterdam (1979)

Newman groeide op in een muzikaal beroemde familie. Zijn ooms Alfred, Lionel en Emil waren gerespecteerde filmcomponisten. Zijn vader Irving schreef een song voor Bing Crosby. Newman werd op zijn zeventiende jaar professioneel songwriter voor een uitgever in Los Angeles. Toen hij met hulp van zijn vriend Lenny Waronker een platencontract bij Reprise kreeg, stopte hij als broodschrijver en richtte zich op een carrière als singer-songwriter.
Zijn orkestrale debuut in 1968 Randy Newman Creates Something New Under The Sun was niet direct een succes in verkoopcijfers, maar de nummers van het album werden binnen korte tijd door diverse artiesten op de plaat gezet. Met zijn volgende album, 12 Songs (1970), oogstte Newman alom lof. Gedurende de jaren zeventig maakte hij diverse platen, waaronder Sail Away, Good Old Boys en Little Criminals.
Kenmerkend voor zijn hits zijn de bijtende satirische teksten, zoals God's Song van het album Sail Away. Daarin laat hij God zeggen waarom hij zoveel van de mensen houdt, hoewel hij de steden platbrandt en hun kinderen afneemt. De mensen zeggen dat ze gezegend zijn met zo'n Heer. You must all be crazy to put your faith in me! That's why I love mankind!. Al verschillende malen werd Newman bekritiseerd of zelfs voor de rechter gedaagd vanwege zijn teksten die door veel Amerikanen verkeerd begrepen worden. De tekst van Short People schoot bij veel kleine mensen in het verkeerde keelgat.
Sinds de jaren tachtig verdeelt Newman zijn tijd tussen het opnemen van nieuwe albums en componeren voor films. Voor zijn soundtracks en filmsongs ontving hij tot dusver (2015) twintig Oscarnominaties, waarvan er twee verzilverd werden. Eén Oscar won Newman voor Beste Originele Nummer in 2002 met het liedje If I Didn't Have You uit Monsters, Inc.. Newman zei daarover: "The impact of the Oscar lasted about a day and a half". De andere Oscar, in dezelfde categorie, kreeg hij in 2011 voor We Belong Together uit de film Toy Story 3. Hij ontving verder een Grammy Award voor de score van The Natural en een Emmy Award voor zijn muziek in Cop Rock. In 2010 kreeg Newman een ster op de Hollywood Walk of Fame.

## Discografie

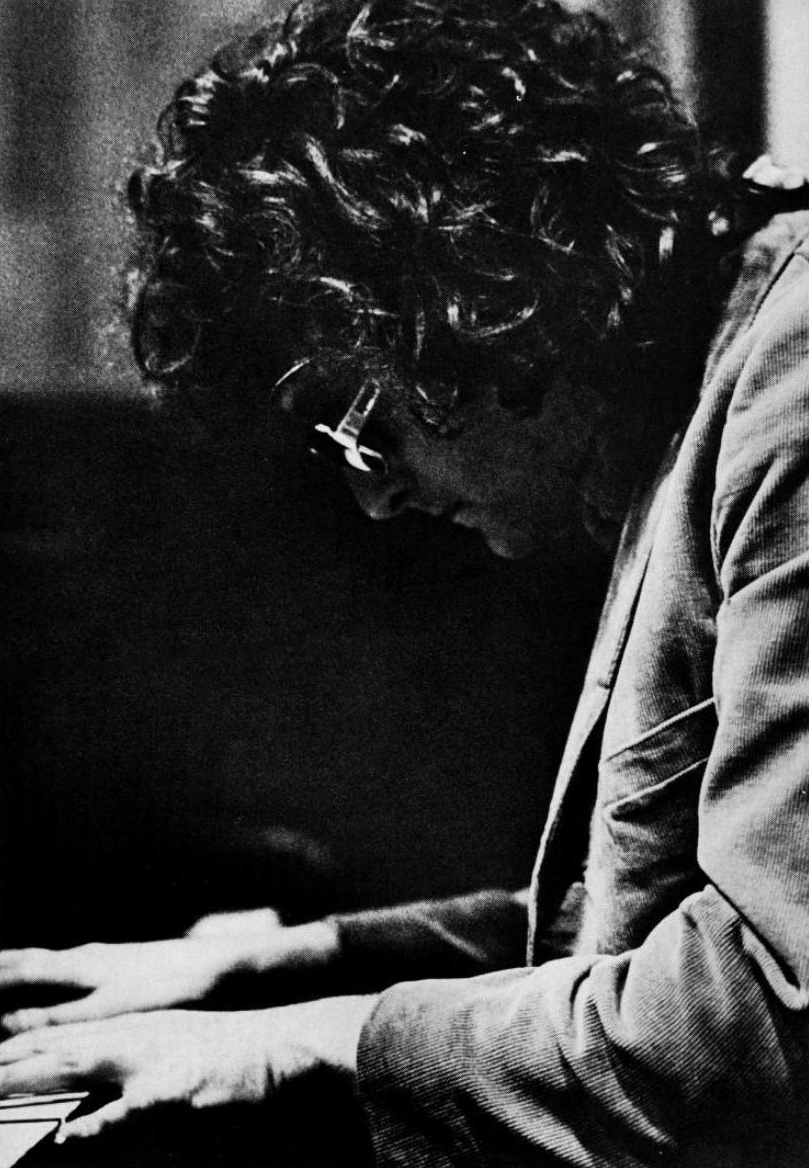
Randy Newman in 1972